# Delia madagascariensis
Delia madagascariensis este o specie de muște din genul Delia, familia Anthomyiidae, descrisă de Ackland în anul 2008.
Este endemică în Madagascar. Conform Catalogue of Life specia Delia madagascariensis nu are subspecii cunoscute.